# Підводний трубопровід

Підво́дний трубопро́від (англ. submarine (underwater) pipeline; нім. Unterwasser-rohrleitung f, Untersee-Pipeline f) — трубопровід, що укладається зі спеціального судна (баржі) нижче поверхні води при перетинанні річок, водойм, озер, морських акваторій. 

## Загальний опис
До підводних трубопроводів відносять і трубопроводи, прокладені в болотах. У залежності від того, яке водоймище перетинають підводні трубопроводи, вони одержують відповідну назву: річкові, болотяні, морські трубопроводи. Підводні трубопроводи, що повністю перетинають водну перешкоду в складі магістрального трубопроводу, називаються переходами трубопроводів через відповідну водну перешкоду.
Підводні трубопроводи перебувають у складних умовах експлуатації, і крім робочого тиску продукту, який транспортується, навантажені ще й зовнішнім гідростатичним тиском води. Також на них можуть впливати хвилі і течії.
Труби для підводних газопроводів і нафтопроводів виготовляють в основному з низьколегованої сталі. Товщина стінки труб обирається залежно від внутрішнього тиску, характеру водної перешкоди, виду продукту, що транспортується та інших умов.
У переважної більшості підводних трубопроводів труби мають зовнішнє ізоляційне покриття для захисту від корозії і футерівку, що захищає це покриття від механічних пошкоджень. Підводні газопроводи, а так само інші підводні трубопроводи для транспортування легких продуктів, мають додаткове баластування у вигляді нанесеного бетонного покриття, або навішених залізобетонних або чавунних вантажів.

## Інтернет-ресурси
- Підводний Газопровід. National Geographic.